# Дедич, Златко
Зла́тко Де́дич (словен. Zlatko Dedič; род. 5 октября 1984, Бихач) — словенский футболист, нападающий. Выступал в сборной Словении.

## Биография
Родился в Бихаче, в северо-западной части Боснии и Герцеговины, вырос в деревне Подгорье на юго-западе Словении, близ городка Копер. Воспитанник клуба «Копер». В сезоне 2000/01, в возрасте 16 лет, дебютировал во взрослом футболе, проведя три игры за этот клуб в высшей словенской лиге.
В 2001 году был приобретён «Пармой», клубом итальянской Серии A, в которой затем играл три сезона за молодёжный состав, за основной же состав тогда не сыграл ни разу. Сезон 2004/05 провёл в аренде в «Эмполи» в Серии B, сыграв 10 игр в составе клуба и став победителем Серии B. В сезоне 2005/06 до Нового года играл в «Парме», проведя 10 матчей за основной состав в Серии A, вторую же половину сезона провёл в аренде в составе аутсайдера Серии B «Кремонезе», по итогам сезона покинувшего её, там он забил 5 мячей в 17 играх. Затем вновь вернулся в «Парму», но по ходу сезона 2006/07 после шести игр в её составе перешёл в состав середняка Серии B «Фрозиноне»; играя за «Фрозиноне» и «Пьяченцу», другой клуб Серии B, Дедич показывал неплохую результативность (26 мячей за почти три сезона). С июня 2009 года по настоящее время выступает в Бундеслиге за «Бохум».
За сборную Словении играет с 2004 года, провёл 21 матч. Дебютировал в её составе 18 августа 2004 года в товарищеском матче с Сербией и Черногорией (1:1). Первый гол за сборную забил в матче отборочного турнира ЧМ-2010 против поляков (6 сентября 2008; 1:1). Спустя год, 9 сентября 2009 года, забил гол в ворота поляков в «ответном», домашнем матче (счёт 3:0), ставший для него вторым в составе национальной команды.
18 ноября 2009 года в ответном стыковом домашнем матче отборочного турнира ЧМ-2010 против сборной России забил гол, принёсший словенцам победу (1:0) и выведший их на чемпионат мира (за счёт гостевого гола в первой игре, проигранной 1:2).
31 августа 2011 года Дедич отправился в дрезденское «Динамо (Дрезден)» в аренду на 1 год. В 2013 году подписал контракт с этим же клубом. По состоянию на начало 2020 года играл за австрийский «Сваровски Тироль».
Сын — Алан, занимается футболом.